# الصقر المالطي (فلم)
الصقر المالطي (بالإنجليزية: The Maltese Falcon) هو فيلم جريمة تم إنتاجه في الولايات المتحدة وصدر في سنة 1941، وهو من إخراج جون هيوستن وبطولة همفري بوجارت وماري إستور وبيتر دور وسيدني جرينستريت ويعتبر هذا الفيلم من أشهر كلاسيكيات الجريمة.

## طاقم التمثيل
- همفري بوغارت بدور Sam Spade

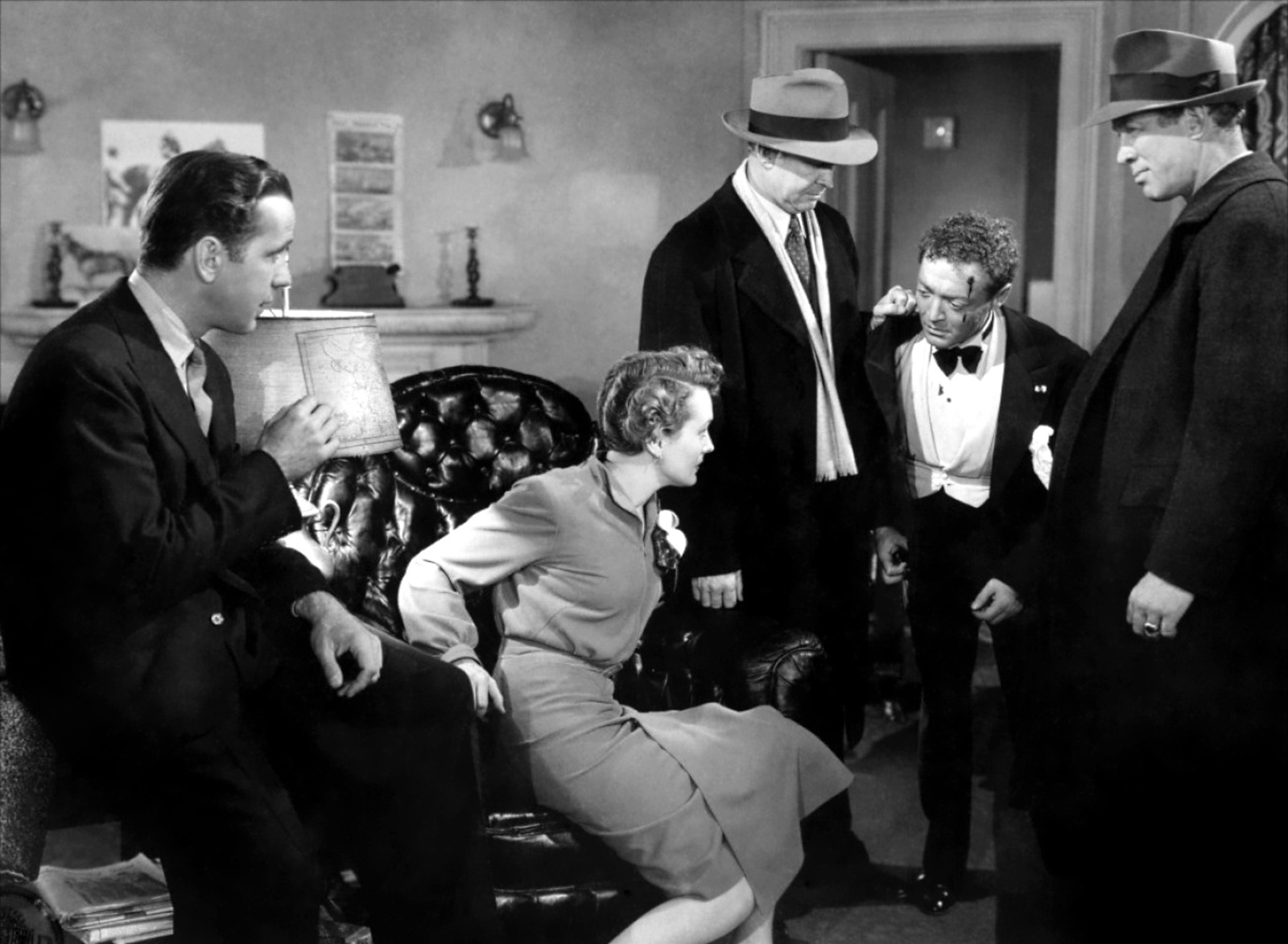
A promotional still showing O'Shaughnessy and Cairo clashing in front of the police

- ماري أستور بدور Ruth Wonderly/Brigid O'Shaughnessy
- غلاديس جورج بدور Iva Archer
- بيتر لور بدور Joel Cairo
- بارتون مكلاين بدور Lieutenant Dundy
- لي باتريك بدور Effie Perine
- سيدنى جرينستريت بدور Kasper Gutman
- وارد بوند بدور Detective Tom Polhaus
- جيروم كوان بدور Miles Archer
- اليشا كوك الابن بدور Wilmer Cook
- جيمس بورك بدور Luke, hotel detective
- موراي ألبر بدور Frank Richman, taxi driver
- جون هاميلتون بدور District Attorney Bryan
- والتر هيوستن بدور Captain Jacoby (uncredited)

## الميزانية والإيرادات
بلغت تكلفة إنتاج الفيلم حوالي 375,000 دولار.

### ترشيحات وجوائز
| السنة | الحدث  | الفئة     | النتيجة |
| ----- | ------ | --------- | ------- |
|       | أوسكار | أفضل فيلم | ترشـيـح |

## الروابط الخارجية
- مقالات تستعمل روابط فنية بلا صلة مع ويكي بيانات